# Store Gud, ditt namn ske pris
Store Gud, ditt namn ske pris är en lovpsalm av Ignaz Franz år 1771, efter Te Deum från 400-talet. Texten översattes till svenska  1928 av Nils Johan Nordström. Psalmen har i denna version fyra strofer (fria för publicering år 2013).
Melodin är tysk-österrikisk (6/4, F-dur). Melodin finns publicerad 1772 i Sagan och 1774 i Wien.
En längre version/översättning har Olov Hartman gjort med titelraden Gud, vår Gud, vi lovar dig - det är alltså egentligen samma psalm.

## Publicerad i
- Psalmer och Sånger 1987 som nr 326 under rubriken "Lovsång och tillbedjan".[2]
- Segertoner 1988 som nr 338 under rubriken "Lovsång och tillbedjan".[1]
- Frälsningsarméns sångbok 1990 som nr 521 under rubriken "Lovsång, tillbedjan och tacksägelse".
- Lova Herren 1988 som nr 6.